# 里科港 (卡克塔省)
里科港是哥倫比亞的城鎮，位於該國南部，由卡克塔省負責管轄，距離首府弗洛倫西亞97公里，面積2,790平方公里，海拔高度523米，2005年人口17,924，人口密度每平方公里6.42人。
1°54′51″N 75°08′42″W / 1.91417°N 75.145°W